# Scottish Championship 2016-2017
La Scottish Championship 2016-2017 è stata la quarta edizione dell'omonima competizione e la 111ª edizione totale della seconda serie del campionato di calcio scozzese. La stagione è iniziata il 6 agosto 2016 e terminata il 29 aprile 2017. 
L'Hibernian ha vinto il torneo per la sesta volta nella sua storia ed è stato promosso in Premiership. L'Ayr United, ultimo classificato, è stato retrocesso in Scottish League One insieme al Raith Rovers, sconfitto ai play-out.

## Novità
Dalla Scottish Premiership 2015-2016 è retrocesso il Dundee Utd, mentre dalla Scottish League One sono stati promossi Dunfermline e Ayr Utd. Queste squadre sostituiscono rispettivamente Rangers (promosso in Premiership), Alloa Athletic e Livingston (retrocessi in League One).

### Regolamento
Il campionato è composto di 10 squadre che si affrontano in un doppio girone di andata-ritorno per un totale di 36 giornate.

La prima classificata viene promossa direttamente in Scottish Premiership. La 2ª, la 3ª e la 4ª classificata e l'11ª classificata della Scottish Premiership 2016-2017 si affrontano nei playoff per un posto in Scottish Premiership.

L'ultima classificata viene retrocessa direttamente in Scottish League One. La 9ª classificata partecipa ai playoff per un posto in Scottish Championship assieme alla 2ª, alla 3ª e alla 4ª classificata in Scottish League One 2016-2017.

## Squadre partecipanti
| Club               | Stagione | Città       | Stadio                     | Stagione precedente                                       |
| ------------------ | -------- | ----------- | -------------------------- | --------------------------------------------------------- |
| Ayr Utd            | dettagli | Ayr         | Somerset Park              | 2º posto in Scottish League One, promosso dopo i play-off |
| Dumbarton          | dettagli | Dumbarton   | Dumbarton Football Stadium | 8º posto in Scottish Championship                         |
| Dundee Utd         | dettagli | Dundee      | Tannadice Park             | 12º posto in Scottish Premiership                         |
| Dunfermline        | dettagli | Dunfermline | East End Park              | 1º posto in Scottish League One, promosso                 |
| Falkirk            | dettagli | Falkirk     | Falkirk Stadium            | 2º posto in Scottish Championship                         |
| Greenock Morton    | dettagli | Greenock    | Cappielow Park             | 5º posto in Scottish Championship                         |
| Hibernian          | dettagli | Edimburgo   | Easter Road                | 3º posto in Scottish Championship                         |
| Queen of the South | dettagli | Dumfries    | Palmerston Park            | 7º posto in Scottish Championship                         |
| Raith Rovers       | dettagli | Kirkcaldy   | Stark's Park               | 4º posto in Scottish Championship                         |
| St. Mirren         | dettagli | Paisley     | St. Mirren Park            | 6º posto in Scottish Championship                         |

## Classifica finale
|  | Pos. | Squadra            | Pt | G  | V  | N  | P  | GF | GS | DR  |
|  | ---- | ------------------ | -- | -- | -- | -- | -- | -- | -- | --- |
|  | 1.   | Hibernian          | 71 | 36 | 19 | 14 | 3  | 59 | 25 | +34 |
|  | 2.   | Falkirk            | 60 | 36 | 16 | 12 | 8  | 58 | 40 | +18 |
|  | 3.   | Dundee Utd         | 57 | 36 | 15 | 12 | 9  | 50 | 42 | +8  |
|  | 4.   | Greenock Morton    | 52 | 36 | 13 | 13 | 10 | 44 | 41 | +3  |
|  | 5.   | Dunfermline        | 48 | 36 | 12 | 12 | 12 | 46 | 43 | +3  |
|  | 6.   | Queen of the South | 43 | 36 | 11 | 10 | 15 | 46 | 52 | -6  |
|  | 7.   | St. Mirren         | 39 | 36 | 9  | 12 | 15 | 52 | 56 | -4  |
|  | 8.   | Dumbarton          | 39 | 36 | 9  | 12 | 15 | 46 | 56 | -10 |
|  | 9.   | Raith Rovers       | 39 | 36 | 10 | 9  | 17 | 35 | 52 | -17 |
|  | 10.  | Ayr Utd            | 33 | 36 | 7  | 12 | 17 | 33 | 62 | -29 |

Legenda:

      Campione di Championship e promossa in Premiership 2017-2018
 Qualificata ai play-off
      Retrocessa in League One 2017-2018
Tre punti a vittoria, uno a pareggio, zero a sconfitta.
La classifica viene stilata secondo i seguenti criteri:
- Punti conquistati
- Differenza reti generale
- Reti totali realizzate
- Punti realizzati negli scontri diretti
- Differenza reti negli scontri diretti
- Reti realizzate negli scontri diretti
- play-off (solo per definire la promozione, la retrocessione e i playoff)

## Spareggi

### Playoff Premiership/Championship

#### Quarto di finale
| 9 maggio 2017  | Greenock Morton | 1 – 2 | Dundee Utd      | Greenock, Cappielow Park |
| 12 maggio 2017 | Dundee Utd      | 3 – 0 | Greenock Morton | Dundee, Tannadice Park   |

#### Semifinale
| 16 maggio 2017 | Dundee Utd | 2 – 2 | Falkirk    | Dundee, Tannadice Park   |
| 19 maggio 2017 | Falkirk    | 1 – 2 | Dundee Utd | Falkirk, Falkirk Stadium |

#### Finale
| 25 maggio 2017 | Dundee Utd          | 0 – 0 | Hamilton Academical | Dundee, Tannadice Park     |
| 28 maggio 2017 | Hamilton Academical | 1 – 0 | Dundee Utd          | Hamilton, New Douglas Park |

### Play-off Championship/League One

#### Semifinali
| Andata:        |                |                 |                |                            |
| 10 maggio 2017 | Brechin City   | 1 – 1           | Raith Rovers   | Brechin, Glebe Park        |
| 10 maggio 2017 | Airdrieonians  | 1 – 0           | Alloa Athletic | Airdrie, Excelsior Stadium |
| Ritorno:       |                |                 |                |                            |
| 13 maggio 2017 | Raith Rovers   | 3 – 3 (3-4 dcr) | Brechin City   | Kirkcaldy, Stark's Park    |
| 13 maggio 2017 | Alloa Athletic | 1 – 0 (4-3 dcr) | Airdrieonians  | Alloa, Recreation Park     |

#### Finale
| 17 maggio 2017 | Brechin City   | 1 – 0           | Alloa Athletic | Brechin, Glebe Park    |
| 20 maggio 2017 | Alloa Athletic | 4 – 3 (4-5 dcr) | Brechin City   | Alloa, Recreation Park |